# 루차 모리코
루차 모리코(이탈리아어: Lucia Morico, 1975년 12월 12일~)는 이탈리아의 유도 선수이다. 올림픽에 2회 참가했으며 2004년 하계 올림픽에서 여자 하프헤비급 동메달을 획득했다.